# Ceuthobiella micra
Ceuthobiella micra är en kackerlacksart som först beskrevs av Morgan Hebard 1920.  Ceuthobiella micra ingår i släktet Ceuthobiella och familjen småkackerlackor. Inga underarter finns listade i Catalogue of Life.